# Horst Hoffmann (Fußballspieler)
Horst Hoffmann (* 8. Juni 1922 in Halle; † 28. Dezember 1993) war ein deutscher Fußballspieler, der von 1946 bis 1956 als Aktiver der SpVgg Fürth in der Fußball-Oberliga Süd 268 Spiele absolviert und dabei 72 Tore erzielt hat. Der im damals überwiegend praktizierten WM-System auf Rechtsaußen stürmende Offensivspieler, wurde in der Saison 1949/50 mit Fürth Meister in der Oberliga Süd.

## Laufbahn

### Jugend und Zweiter Weltkrieg
Horst Hoffmann wuchs in Halle an der Saale auf. Bis 1942 ging er für den VfL Halle 1896 auf Torejagd, in den Kriegsjahren auch in der Gauliga Mitte. Von den Blau-Roten wechselte er 1942 zu den Blau-Weißen vom FC Wacker Halle. Durch die Verwerfungen des Zweiten Weltkrieges bedingt, kam er nach Ende des Krieges nach Fürth und konnte noch in der ersten Runde Oberliga Süd, 1945/46, im Juni 1946 zwei Ligaspiele für die Spielvereinigung bestreiten.

### Fürth, 1946 bis 1956
In seiner ersten vollen Oberligasaison 1946/47, erzielte der schnelle und wuchtige Flügelstürmer für die „Kleeblatt-Elf“ vom Ronhof in 37 Ligaeinsätzen 17 Tore. Fürth belegte den 10. Rang. Obwohl die spätere Spielmacherlegende Max Appis im Frühjahr 1948 aus der Gefangenschaft nach Fürth zurückgekehrt war und sich sofort wieder seinem alten Verein angeschlossen hatte, stieg die Spielvereinigung aber als 15. aus der 20er-Staffel im Sommer 1948 in das Amateurlager ab. Zwecks Ligareduzierung war der Abstieg in diesem Spieljahr auf sechs Vereine zugekommen.
Der Aufenthalt in der Landesliga Bayern 1948/49 währte nur eine Runde, in der Aufstiegsrunde setzte sich Vizemeister Fürth souverän mit 11:1 Punkten gegen die Konkurrenz CSC 03 Kassel, 1. FC Pforzheim und den FV Zuffenhausen durch und kehrte sofort wieder in die Oberliga Süd zurück. Das Hoch nach dem Aufstieg hielt auch in der damaligen Erstklassigkeit im Süden an. Der Oberliga-Rückkehrer holte sich 1949/50 überraschend die süddeutsche Meisterschaft und verwies dabei den VfB Stuttgart mit fünf Punkten Vorsprung auf den zweiten Rang. Der Oberliga-Meister des Vorjahres, Kickers Offenbach, und der Deutsche Meister 1949, der VfR Mannheim folgten auf den Plätzen. Der Meisterschaftsangriff mit Rechtsaußen Horst Hoffmann, Halbrechts Otto Brenzke, Mittelstürmer Horst Schade, Halblinks Max Appis und Linksaußen Hans Nöth schoss sich mit seinen 77 Treffern auf ewig in die Fürther Oberliga-Annalen ein. Die Torjägerliste im Süden führten Schade mit 21 und Brenzke mit 20 Treffern an, Hoffmann steuerte 13 Tore bei und Spielgestalter Appis brachte es auf acht Tore in der vom Titelgewinn gekrönten Oberligarunde. In der Endrunde um die deutsche Meisterschaft scheiterte der Südmeister im Halbfinale am 11. Juni 1950 gegen den Süd-Vize VfB Stuttgart. Die Schwaben setzten sich danach auch im Endspiel mit 2:1 Toren gegen den Süd-Dritten aus Offenbach durch. Im Vorrundenspiel am 21. Mai in Worms gegen den STV Horst-Emscher, mit deren Leistungsträgern Heinz Flotho, Alfred Kelbassa und Bernhard Klodt, entschied Hoffmann mit zwei Treffern in der zweiten Halbzeit das Spiel mit 3:2 für Fürth.
Zur Titelverteidigung fehlten 1950/51 lediglich zwei Punkte. Der fränkische Lokalrivale 1. FC Nürnberg verwies Fürth auf den zweiten Rang. Hoffmann hatte in 34 Ligaspielen zwölf Tore erzielt. In den Gruppenspielen um die deutsche Meisterschaft konnte sich die Mannschaft von Trainer Helmut Schneider nicht gegen die Konkurrenz aus Kaiserslautern, Schalke und St. Pauli durchsetzen. Hoffmann war in allen sechs Gruppenspielen im Einsatz gewesen. Insgesamt wird der Rechtsaußen mit neun Endrundeneinsätzen und zwei Toren geführt.
In der Saison 1952/53 verpassten Hoffmann und Kollegen mit dem 3. Rang, knapp hinter Meister Eintracht Frankfurt und Vize VfB Stuttgart platziert, knapp den erneuten Einzug in die Endrunde. Schade hatte 22 Tore erzielt und Hoffmann war in allen 30 Ligaspielen (vier Tore) aufgelaufen. Beide Heimspiele gegen die zwei süddeutschen Endrundenteilnehmer gewann Fürth: 3:0 gegen Frankfurt und 3:1 gegen Stuttgart. Als im Sommer 1953 aber Torjäger Horst Schade zum „Club“ wechselte und Hoffmann den 32. Geburtstag feierte, machte sich das in der Trefferquote der „Kleeblattelf“ negativ bemerkbar. Trotz guter Mitspieler wie Max Appis, Hans Bauer, Herbert Erhardt, Richard Gottinger und Karl Mai konnte sich Hoffmann mit der Spielvereinigung in den nächsten Jahren der Oberliga unter den Trainern Wilhelm Hahnemann und Hans Schmidt nicht mehr für die Endrundenspiele um die deutsche Meisterschaft qualifizieren. Als Höhepunkt ragten aber immer noch die Derbys gegen den 1. FC Nürnberg heraus.
Sein letztes Oberligaspiel absolvierte der 34-Jährige am 29. April 1956, dem Rundenschlusstag 1955/56, im heimischen Ronhof bei einer 1:2-Heimniederlage gegen den FSV Frankfurt.
Ab der Saison 1956/57 übte der beruflich als kaufmännischer Angestellter bei den Grundig-Werken beschäftigte Hoffmann bei der SpVgg Jahn Forchheim das Amt des Spielertrainers aus.

### Auswahlberufungen
Am 2. Oktober 1949 stand der Rechtsaußen von SpVgg Fürth gemeinsam mit seinen Vereinskollegen Brenzke, Gottinger und Schade im Angriff der süddeutschen Auswahl beim Repräsentativspiel in München gegen Norddeutschland (2:2). Anfang August 1950 nahm der Flügelspieler an einem Nationalmannschaftskurs unter Bundestrainer Sepp Herberger in Duisburg teil. Er stand im Aufgebot für das Länderspiel der A-Nationalmannschaft am 17. Juni 1951 in Berlin gegen die Türkei (1:2), kam aber nicht zum Einsatz. Dagegen stürmte Hoffmann am 13. Oktober des Jahres in Stuttgart beim Spiel von Süddeutschland gegen die Südwestauswahl beim 3:2-Sieg am rechten Flügel. Max Morlock, Horst Schade, Richard Herrmann und Rolf Blessing vervollständigten die Angriffsreihe des Südens. Vier Tage vor seinem 31. Geburtstag, am 4. Juni 1953, traf die deutsche B-Nationalmannschaft in Augsburg in einem Testspiel auf die süddeutsche Auswahl. Beim 5:3-Erfolg der Süd-Auswahl erzielte Hoffmann an der Seite von Halbstürmer Morlock einen Treffer.